# Buxheim (Eichstätt)
Buxheim è un comune tedesco di 3 531 abitanti, situato nel land della Baviera.